# Lastseilbahn Black Angel
Die Lastseilbahn Black Angel war eine Luftseilbahn in der grönländischen Bergbausiedlung Maamorilik, die für den Transport des abgebauten Erzes sowie von Gütern und Personen zwischen der Mine Den Sorte Engel (englisch The Black Angel) und dem Ort errichtet wurde und dabei den Fjord Affarlikassaa überquerte.
Die von der schweizerischen Firma Garaventa erbaute Seilbahn war ab dem 15. August 1973 in Betrieb. Mit einer Seillänge von 1580 m überwand sie eine Höhendifferenz von 446 m. Sie fuhr bis zu 250 mal pro Tag und konnte mit einer Nutzlast von elf Tonnen so 160 t Erz pro Stunde mit zehn Metern pro Sekunde aus der Mine befördern.
Als die Mine 1990 geschlossen wurde, wurde die Seilbahn abgebaut. 2008 erhielt das Bergbauunternehmen Black Angel Mining die Lizenz, Maamorilik wiederzueröffnen. Wegen der Weltfinanzkrise geriet das Projekt ins Stocken. Erst 2010 wurde begonnen, auch die Seilbahn wiederzuerrichten, wofür erneut Garaventa beauftragt wurde. Noch im selben Jahr wurde das Projekt aus finanziellen Gründen jedoch abgebrochen.